# Убийство Джона Леннона
Уби́йство Джо́на Ле́ннона, всемирно известного британского рок-музыканта, основателя и участника группы The Beatles, произошло 8 декабря 1980 года у входа в здание «Дакота», в котором Леннон проживал вместе со своей женой Йоко Оно и сыном. Убийство произошло вечером в 22:50, когда Джон Леннон вместе с Йоко Оно возвращался домой из звукозаписывающей студии Record Plant. Он был застрелен 25-летним Марком Чепменом, ждавшим певца у ограды его дома на Нижнем Манхэттене. Мотивами преступления были желание Чепмена прославиться и его недовольство образом жизни Леннона. У Чепмена были диагностированы психические отклонения, но он был признан вменяемым и осуждён на пожизненное заключение. Джону Леннону было 40 лет.
Смерть Джона Леннона была констатирована в 23:15 по прибытии в больницу Св. Луки—Рузвельта, причина — обширная кровопотеря. Первое сообщение о смерти Леннона широкой публике было сделано комментатором Говардом Коселлом на канале ABC во время футбольной трансляции Monday Night Football. Вскоре другие местные радиостанции сообщили о случившемся, после чего возле больницы Рузвельта и у здания «Дакота» собрались толпы скорбящих людей. 10 декабря 1980 года тело Леннона было кремировано на кладбище Фернклифф, Гринберг, а прах был отдан Оно, которая заявила, что похорон не будет.

## События перед убийством
В 10:00 утра в день убийства Леннон и Оно в своей квартире давали ставшее последним для Леннона интервью для музыкального шоу радиостанции RKO Radio Network. Интервьюерами были Дейв Шолин, Лори Кэй, Рон Гуммель и Берт Кин, они находились в квартире вплоть до отъезда Леннонов в 17:00. В 14:00 в квартиру прибыла фотограф Энни Лейбовиц, чтобы сделать фотографию Леннона для обложки журнала Rolling Stone. В своих воспоминаниях Лейбовиц написала: «Никто не хотел её [Оно] на обложке, однако Джон настоял, чтобы на снимке они были вместе». После съёмки, в 15:30, Лейбовиц уехала. В 17:05 Джон, Йоко и радиорепортёры вышли из дома. Ленноны должны были ехать в студию звукозаписи Record Plant для сведения песни Walking on Thin Ice (песня Оно в сопровождении соло-гитары Леннона), но в назначенное время их лимузин не прибыл, и, не дождавшись его, Леннон и Оно отправились в студию на машине радиостанции RKO, на которой также уехали репортёры. До того, как они сели в машину, несколько человек попросили у Леннона автограф (фанаты часто дожидались его возле «Дакоты», чтобы пообщаться или взять автограф) — среди них был и Марк Чепмен.

### Убийца

Джон Леннон подписывает копию Double Fantasy Марку Чепмену (справа) за несколько часов до смерти

Двадцатипятилетний Марк Дэвид Чепмен работал охранником жилого комплекса «Вайкики» в Гонолулу, Гавайи, США. Планировать убийство он начал более чем за три месяца до его совершения. Ранее, в конце октября того же года (до выпуска альбома Double Fantasy), он уже приезжал в Нью-Йорк, намереваясь убить Леннона; ради этой поездки он продал литографию Нормана Роквелла «Тройной автопортрет» и купил у своего друга револьвер, но убийство совершить не удалось, поскольку ему нужны были патроны, которые нельзя было легально купить в Нью-Йорке, и 5 ноября он улетел в свой родной город Атланту за патронами. Через несколько дней он вернулся в Нью-Йорк с револьвером и патронами, но под впечатлением от фильма «Обыкновенные люди» передумал совершать покушение на Леннона и в середине ноября возвратился на Гавайи. Чепмен рассказал о своих планах жене, и она попросила его обратиться за лечением, после чего Марк даже назначил встречу с психиатром. Однако в конце концов он убедил её, что избавился от оружия и передумал совершать убийство, а уезжает для того, чтобы написать детскую книжку. 6 декабря, за два дня до покушения, он вернулся в Нью-Йорк.

### День убийства
8 декабря, в день убийства, Чепмен встретил у здания Дакота фотографа-любителя Пола Гореша, который тоже ждал Джона Леннона, и попросил помочь ему; Чепмен заплатил Горешу 50 долларов, чтобы тот сфотографировал его с Джоном, когда Джон будет давать автограф, так как, по его словам, иначе на Гавайях никто не поверит в подлинность этого автографа. В момент, когда Леннон, Оно и репортёры RKO проходили рядом, будущий убийца молча протянул Джону копию Double Fantasy и ручку. Тот улыбнулся и написал на экземпляре: «John Lennon, December 1980». Джон спросил: «Это всё, чего вы хотели?» — на что Чепмен утвердительно кивнул.
Следующие несколько часов Чепмен провёл на улице возле входа в «Дакоту», дожидаясь возвращения Леннона. Когда Хелен Симен (семейная няня Леннона и Оно) и пятилетний Шон Леннон возвращались домой с прогулки, Чепмен приблизился к мальчику, коснулся его руки и сказал, что для него было честью встретиться с ним. В 8 часов вечера фотограф Пол Гореш сообщил, что ему нужно домой, в Нью-Джерси, и он уезжает, так как Ленноны, наверное, вернутся лишь к полуночи. Чепмен безуспешно уговаривал его остаться. «Я буду ждать, — сказал он. — Ты никогда не знаешь, увидишь ли его опять». Гореш уехал, а Чепмен остался беседовать с привратником Хосе Пердомо.

## Убийство
В 22:30, после четырёхчасовой работы над песней Walking On Thin Ice, Ленноны покинули студию. По пути домой они хотели перекусить в Stage Deli, но передумали, поскольку Джон хотел вернуться в «Дакоту», чтобы пожелать Шону спокойной ночи.
Леннону нравилось угождать фанатам, которые продолжительное время ждали его, чтобы взять автограф или сфотографироваться. В интервью Энди Пиблзу из BBC Radio 1 за два дня до смерти — вечером 6 декабря он сказал, что Нью-Йорк нравится ему именно потому, что фанаты здесь не досаждают ему, люди подходят и просят автографы или говорят «Привет», но при этом не пристают и не надоедают. Видимо поэтому, вместо того, чтобы выйти из лимузина в охраняемом дворе «Дакоты», Ленноны покинули его на 72-й улице и дальше пошли пешком. Было 22:50. Йоко ушла вперёд, Джон шёл позади, неся кассеты с записями. Он бросил взгляд на Чепмена и кивнул ему, проходя мимо. Пропустив Леннона мимо себя и дав ему войти в арку, Марк Дэвид Чепмен вынул из кармана пальто револьвер Charter Arms .38 Special, принял боевую стойку для стрельбы и выстрелил пять раз в спину Леннону.
Во множестве репортажей по радио, на телевидении и в газетах утверждалось, что перед выстрелами Чепмен окликнул Джона словами «Мистер Леннон!»; эти утверждения были основаны на заявлении, сделанном в ту ночь детективом полиции Нью-Йорка Джеймсом Салливаном. Сам Чепмен сказал, что не помнит, окликал ли Леннона, но в интервью, данном Барбаре Уолтерс в 1992 году, он подтвердил, что принимал боевую стойку для стрельбы.

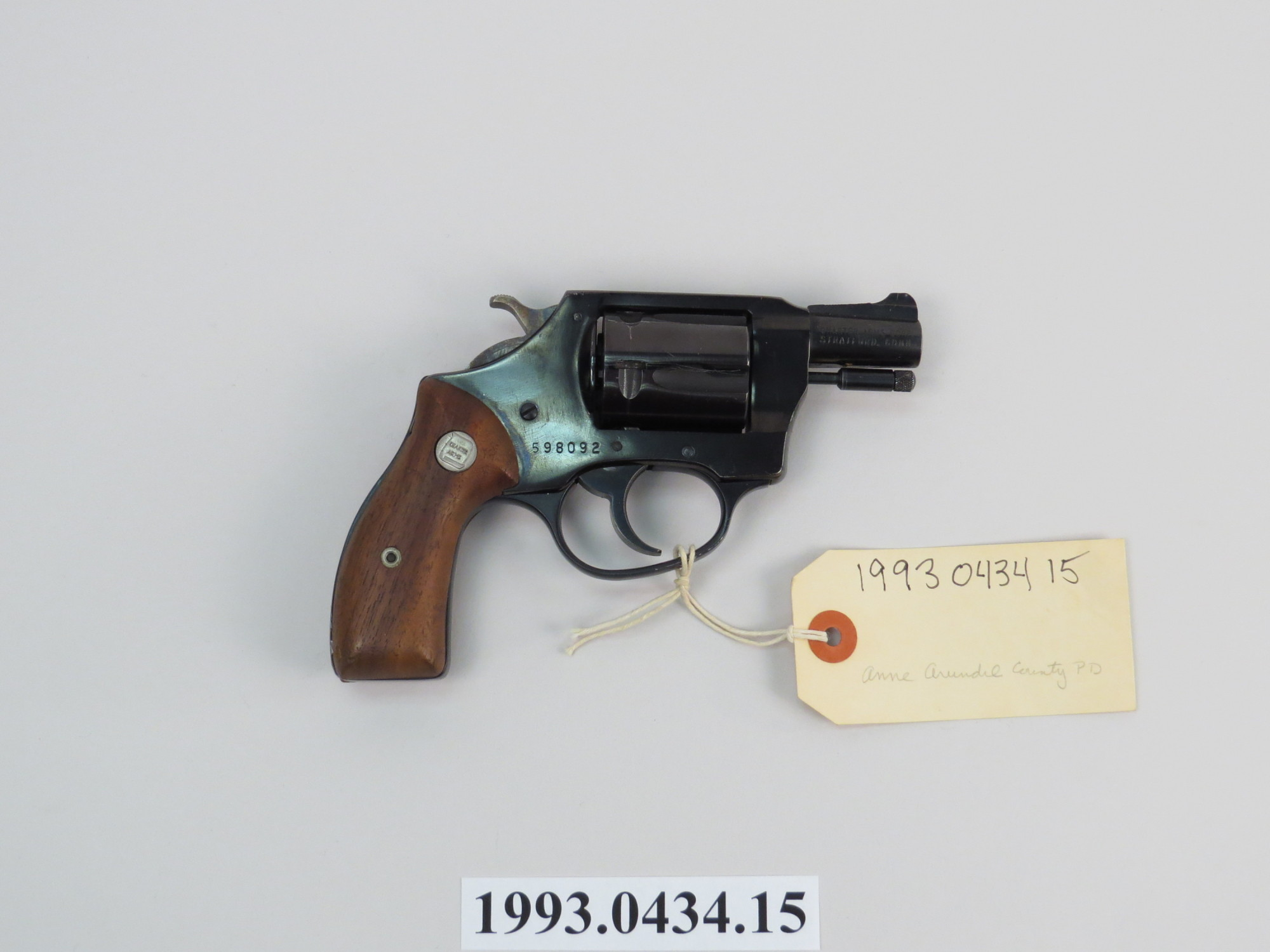
Револьвер Charter Arms Undercover .38 Special

Стрельба велась экспансивными пулями. Одна прошла над головой Леннона, две попали в левую часть спины, две — в левое плечо; по крайней мере одна из пуль попала в аорту. Леннон упал, но смог подняться и, шатаясь, поднялся по ступеням в вестибюль «Дакоты», где неразборчиво сказал: «В меня стреляли. В меня стреляли» (англ. I’m shot. I’m shot — скорее всего, это были последние слова Джона Леннона), — и снова упал, лицом вниз, выронив кассеты. Из ран и изо рта Леннона было массивное кровотечение. Консьерж Джей Гастингс сперва хотел наложить Леннону жгут, но после того, как разорвал его окровавленную рубашку, понял, что это бесполезно. Он прикрыл Леннона своим жакетом, снял с него окровавленные очки и вызвал полицию. Очки потом были переданы Йоко Оно, их фотография стала обложкой музыкального альбома.
Привратник Хосе Пердомо выбил револьвер из руки Чепмена, тот даже и не пытался сопротивляться, спокойно снял пальто и сел на тротуар: вероятно, он знал, что скоро прибудет полиция, и хотел показать, что он безоружен. Пердомо кричал на него: «Ты знаешь, что ты наделал?», на что тот спокойно ответил: «Я только что застрелил Джона Леннона» (англ. I just shot John Lennon). Чепмен не пытался скрыться, даже несмотря на то, что через улицу был вход в метро. После этого Чепмен открыл имевшуюся при нём книгу Джерома Селинджера «Над пропастью во ржи», на титульном листе которой было написано: «Холдену Колфилду. От Холдена Колфилда. Это мои показания». и стал читать. Первыми на место преступления прибыли полицейские Стив Спиро и Питер Каллен, которые на момент принятия вызова находились на перекрёстке 72-й улицы и Бродвея. По прибытии они первым делом должны были арестовать убийцу. Швейцар указал полицейским на Чепмена, который сидел на тротуаре 72-й улицы под фонарём и читал. Спиро и Каллен арестовали и обыскали его, но обнаружили лишь ключи, вышеупомянутую книгу и бумажник, в котором было 2000 долларов. Спиро надел на него наручники, а лифтёр «Дакоты» принёс Каллену оружие, которое до этого унёс с тротуара.

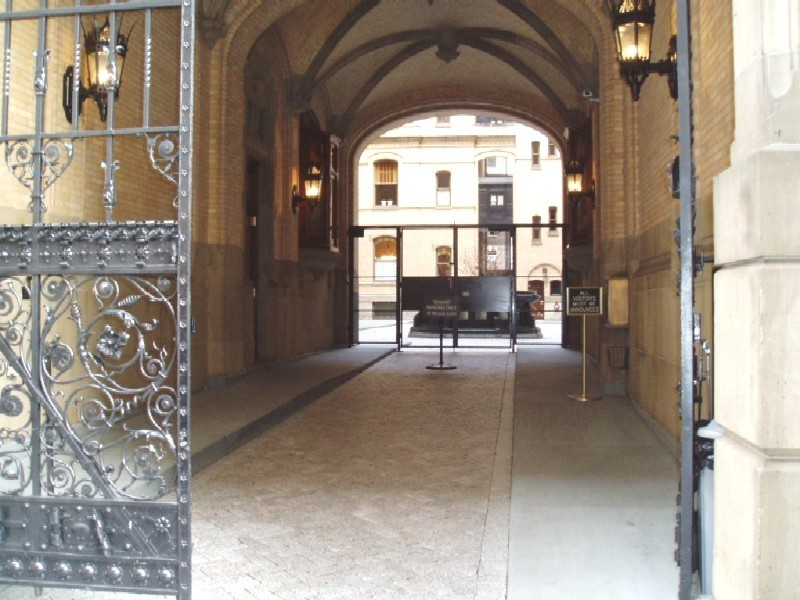
Место преступления

Через несколько минут к «Дакоте» прибыла вторая патрульная машина, из полицейского участка № 20, расположенного на 82-й улице. Полицейские Билл Гэмбл и Джеймс Моран, удостоверившись, что их коллеги контролируют подозреваемого, направились в вестибюль здания, где лежал истекающий кровью Джон Леннон, вокруг которого уже собрались люди. Йоко Оно громко кричала. Вопреки просьбам Оно, Гэмбл перевернул его, чтобы определить серьёзность ранений. Состояние Леннона было критическим. Гэмбл сказал Морану, что они не могут позволить себе ждать скорую помощь и должны сами доставить раненого в больницу. Моран взял Леннона за ноги, Гэмбл — за подмышки, они донесли его до патрульной машины и уложили на заднее сиденье. По словам Чепмена, Гэмбл и Моран осыпали его проклятьями. Моран сел за руль и включил сирену, Гэмбл остался сзади с Леннонном. На высокой скорости автомобиль направился к ближайшему госпиталю — больнице Св. Луки—Рузвельта на 59-й улице, — расстояние до которого составляло 14 кварталов — чуть более 3800 метров. По рации Моран сообщил работникам больницы о необходимости срочно подготовить носилки к их приезду.
Тем временем Гэмбл, пытаясь сохранить Леннона в сознании, задавал ему простые вопросы. По словам одного полицейского, в ответ на вопрос «Вы Джон Леннон?», Леннон смог произнести «Да». По словам другого полицейского, он лишь кивнул, не будучи в состоянии говорить из-за кровотечения изо рта, и вскоре потерял сознание.
Следом за ними ехал другой полицейский автомобиль, за рулём которого сидел офицер Энтони Палмер, с ним же была Йоко Оно, которая продолжала кричать и не могла поверить в произошедшее. Через три минуты машина с Ленноном добралась до больницы, его сразу же перенесли в отделение скорой помощи. В тот момент у Леннона уже отсутствовали дыхание и сердцебиение, хотя прошло лишь около 10 минут после ранения. Реанимационными мероприятиями руководил глава неотложной помощи доктор Стефан Линн. В то время, пока Оно звонила в «Дакоту», чтобы узнать, в порядке ли Шон, врачи боролись за жизнь Джона Леннона. Доктор Линн, ещё два врача и множество ассистентов работали в течение 20 минут. Они вскрыли грудную клетку, делали прямой массаж сердца и переливание крови, чтобы восстановить кровообращение, но все попытки спасти Леннона оказались бесполезными, поскольку он изначально получил смертельные ранения.
Доктор Линн объявил Джона Леннона мёртвым по прибытии в отделение скорой помощи больницы Св. Луки — Рузвельта. В этот момент в больнице по радио зазвучала песня «All My Loving». По его словам, с повреждениями всех главных сосудов выше сердца, шансов выжить у Джона Леннона не было. Йоко Оно о смерти мужа было сообщено в 23:15. По словам Линна, хотя позже она отрицала это, Йоко Оно упала и начала биться головой об пол, а успокоилась лишь после того, как медсестра отдала ей обручальное кольцо Джона. Она попросила персонал больницы задержать сообщение о смерти Леннона на 20—25 минут, объясняя это тем, что её сын Шон, возможно, всё ещё не спит и смотрит телевизор, и она не хотела бы, чтобы он узнал о смерти отца по телевидению. Она вместе с Дэвидом Геффеном и сотрудниками полиции вышла из больницы и направилась домой к сыну.

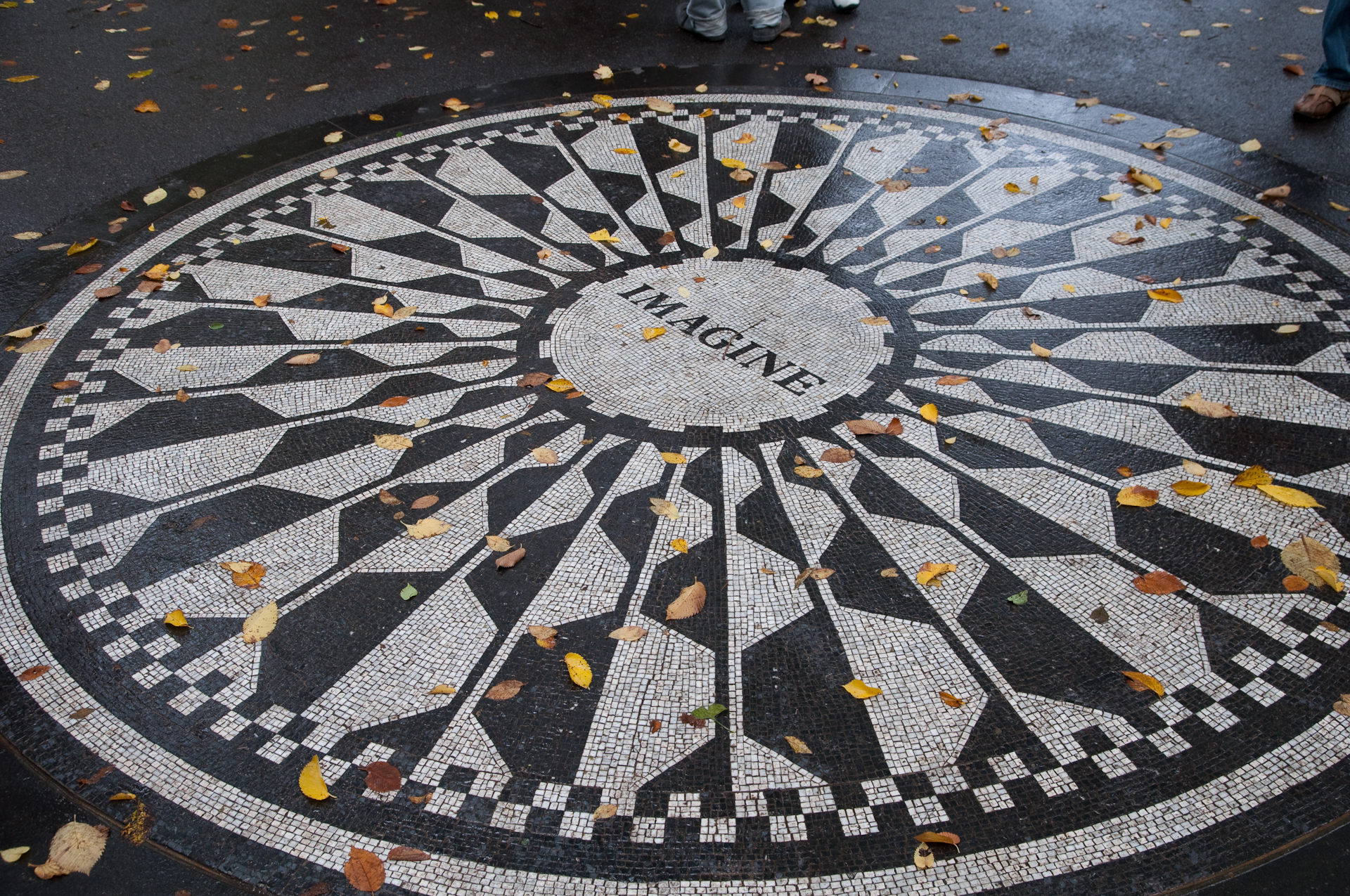
Строберри-Филдс. Место, где Йоко Оно развеяла прах Леннона в Центральном парке, Нью-Йорк

На следующий день старший судебно-медицинский эксперт Нью-Йорка доктор Эллиот М. Гросс выполнил вскрытие тела Леннона. Экспертиза установила, что смерть наступила от шока и обширной потери крови. Четыре экспансивные пули, которые при попадании в тело деформируются, увеличиваясь в диаметре, смертельно повредили внутренние органы, в том числе левое лёгкое, левую подключичную артерию и аорту..

## Monday Night Football
В то время, пока врачи пытались спасти Леннона, в отделении скорой помощи по случайности находился молодой журналист канала ABC, который немногим ранее попал в аварию на своём мотоцикле. Узнав о смерти Джона Леннона, он поспешил к телефонной будке и сообщил об увиденном отделу новостей ABC. Известие быстро передали руководству канала. Тем вечером по ABC транслировалась программа Monday Night Football (прямой эфир Национальной футбольной лиги): матч между клубами «Майами Долфинс» и «Нью-Ингленд Пэтриотс» (счёт к тому моменту был 13:13). Во время перерыва в четвёртой четверти комментатор Говард Коселл, переговариваясь с Фрэнком Гиффордом, впервые объявил широкой публике новость о смерти Джона. В это время Шон Леннон не смотрел Monday Night Football и, как и хотела Йоко, не узнал о смерти отца по телевизору.
|  | Коселл: … но игра внезапно становится не так важна для нас. Я прервусь, нападение проходит в режиме «ноу-хаддл». Гиффорд: Третий даун, четыре [ярда]. [Чак] Форман… четвёртый даун. [Мэтт] Кавана тянет время до последней попытки, секунда за секундой, чтобы у «Майами» в любом случае не было шансов. (свисток судьи) Таймаут, осталось три секунды. Джон Смит выходит на поле. И неважно, что там происходит на поле, Говард, ты должен сказать, что мы только что узнали в ложе прессы. Коселл: Да, должны. Помните, что это всего лишь футбольная игра, неважно, кто выиграл или проиграл. О невыразимой трагедии сообщили нам из ABC News в Нью-Йорке: Джон Леннон снаружи своего дома в Вест-Сайде, Нью-Йорк, пожалуй, самый известный среди всех участников «Битлз», получил два выстрела в спину, немедленно был отправлен в больницу Рузвельта и скончался по прибытии. Сложно возвращаться к игре после такой внезапной новости, с которой нам, должно быть, придётся смириться. Фрэнк? Гиффорд: (после паузы) Да, в самом деле. |

Позже Коссел вспоминал:
|  | Ближе к концу трансляции Monday Night Football мой продюсер Боб Гудрич сказал: «Руни Арлидж только что позвонил и сообщил мне, что в Джона Леннона стреляли и он был экстренно доставлен в больницу. Ждём подробностей от ABC News». Я не мог поверить в это. Гудрич потом сказал мне, что Джон скончался по прибытии. Я был опустошён. Мы были в разгаре футбольного матча, который подходил к овертайму, и я мучался, не зная, сообщать ли эту экстренную новость по ТВ, и думая, что даже в этой больной, одержимой спортом стране это намного важнее, чем любая чертова футбольная игра, которая когда-либо будет. Я вышел в эфир и сказал, что это просто игра, и чувствовал, что должен рассказать о случившемся. |

## Заключение под стражу и суд
Я никогда не хотел никому причинять боль. Мои друзья подтвердят, что во мне живут две сущности. Бо́льшая сущность — очень добрая; дети, с которыми я работал, согласятся с этим. Но есть во мне и небольшая сущность, которая не может понять большой мир и что в нём происходит. Я не хотел никого убивать, и я действительно не знаю, зачем сделал это. Я боролся с меньшей частью себя в течение длительного времени. Но на пару секунд она выиграла. Я просил Бога помочь мне, но мы несём ответственность за наши собственные поступки. Я ничего не имею против Джона Леннона, его творчества и личных убеждений…
После задержания у Дакоты полицейские Стив Спиро и Питер Каллен доставили Чепмена в 20-й полицейский участок Нью-Йорка. Спустя два часа после убийства, в час ночи 9 декабря, он написал заявление, в котором сообщил, что, по его словам, внутри него живут две сущности: бо́льшая — очень добрая; и меньшая, которая не понимает окружающий мир, — дьявол. Также он написал, что никогда не хотел никого убивать и не имел ничего против Джона Леннона, но его меньшая сущность, с которой он долго боролся, победила и совершила убийство.
Предрассветные часы он провёл, сидя в наручниках на втором этаже здания участка. Тем же утром полицейские столкнулись с проблемой: они должны были передать Чепмена в суд, где тому будет предъявлено обвинение в убийстве, но СМИ жаждали увидеть убийцу, и перед участком собралась большая толпа репортёров и взбешённых поклонников Леннона. Полиция была обеспокоена, что какой-нибудь обезумевший фанат Леннона может убить Чепмена. Ему надели бронежилет и накинули на голову пальто, чтобы никто не видел его лицо. Тогда полицейские посадили Чепмена в фургон и доставили в уголовный суд Нью-Йорка.
Чепмен был обвинён в убийстве второй степени. Его адвокатом суд назначил Герберта Адлерберга, который был «ветераном» своего дела и имел опыт примерно с двадцатью подобными убийствами. Побеседовав с Чепменом, Адлерберг предположил, что Марк психически нездоров. В суде он настоял на том, чтобы подсудимого проверили на вменяемость в больнице. Чепмен был принят на обследование в больницу Белвью, однако позже его перевели в островную тюрьму Райкерс, потому как содержать его в больнице было опасно ввиду возможного штурма здания поклонниками Леннона. Полицейские также закрашивали чёрной краской окна в комнатах, в которых спал Чепмен, чтобы защитить его от возможных снайперов. В тюрьме его посещали врачи, которые изучали и опрашивали его в общей сложности около 150 часов. Врачам Чепмен сказал, что до убийства Леннона он задумывал покушения на многих других известных людей, среди которых были Пол Маккартни, Элизабет Тейлор, Жаклин Кеннеди, Джордж Скотт, Рональд Рейган, Джонни Карсон и Джордж Ариёши.
Доктора, приглашенные стороной защиты, пришли к заключению, что у Чепмена параноидная шизофрения. Три эксперта-психиатра, назначенные судом, пришли к заключению, что у Чепмена имеется бредовое расстройство, однако он вменяем, он полностью осознавал, что он делает, и что это плохо, поэтому обвиняемый может предстать перед судом.
В феврале 1981 года Чепмен направил в редакцию газеты The New York Times письмо, в котором призывал абсолютно каждого прочесть книгу Джерома Сэлинджера «Над пропастью во ржи».
Адвокат Чепмена Адлерберг позже отказался вести дело из-за угроз расправы в свой адрес, и его место занял Джонатан Маркс, молодой бывший помощник федерального прокурора США. Маркс полагал, что Чепмен будет признан невиновным по причине невменяемости, и в таком случае его бы отправили на лечение в государственную психиатрическую больницу. Чепмен долгое время колебался между тем, считает ли он себя правым в своих действиях, и тем, что он был не в состоянии себя контролировать. Но потом он заявил, что Бог сказал ему признать себя виновным, что он и сделал. 22 июня 1981 года на судебном заседании Марк Чепмен признал себя виновным в убийстве. Его адвокат, Маркс, был недоволен действиями своего подзащитного и потребовал у судьи убедиться в способности Чепмена принимать такие решения по состоянию психического здоровья, проведя очередное обследование, но Чепмен настоял на своём признании. Судья Дэннис Эдвардс решил, что Чепмен достаточно здоров, чтобы принимать такие решения по своей воле, и объявил его виновным. 24 августа 1981 года судья приговорил Чепмена к заключению сроком от 20 лет до пожизненного, поручив при этом проведение психиатрического лечения в тюрьме. Тогда же осуждённый был заключён в тюрьме Аттика, штат Нью-Йорк, откуда был переведён в 2012 году в исправительное учреждение Уэнд.
Начиная с 2000 года Марк Дэвид Чепмен имеет право на условно-досрочное освобождение, однако все слушания касательно его освобождения, проводившиеся в 2000, 2002, 2004, 2006, 2008, 2010, 2012, 2014, 2016, 2018 и 2020 годах, окончились отказом в УДО. В 2012 году комиссия по условно-досрочному освобождению заявила: «Несмотря на ваши позитивные усилия, прикладываемые во время заключения, ваше освобождение в настоящий момент в значительной степени подорвало бы уважение к закону и свело бы к банальности трагическую гибель человека, которую вы причинили в результате этого чудовищного, ничем не вызванного, насильственного, холодного и умышленного преступления». Йоко Оно при этом не раз говорила, что не будет чувствовать себя в безопасности, если Чепмен будет освобождён, и ходатайствовала комиссии об отказе ему в помиловании. Во время слушания в августе 2014 года члены комиссии из трёх человек посчитали, что убийца Леннона не может быть отпущен на свободу, поскольку он по-прежнему представляет угрозу для окружающих и может совершить новые преступления: «Комиссия пришла к выводу, что в случае вашего освобождения высока вероятность того, что вы не сможете жить и находиться на свободе без совершения нового нарушения закона».

## Мотивы преступления
В 2005 году Марк Чепмен дал большое — более 100 часов — интервью, послужившее основой для документального фильма «Я убил Джона Леннона» (I Killed John Lennon, Великобритания, 2005). В интервью он заявил, что раскаивается, говорил о своей глубокой приверженности религии, а также в целом подтвердил мотивы, озвученные им перед судом. Он рассказал, что когда-то давно Джон Леннон был его кумиром, но потом он в нём разочаровался. Спустя несколько лет Чепмен прочел книгу «Над пропастью во ржи», которая совершенно его захватила, и он стал идентифицировать себя с главным героем книги — юным бунтарем, борющимся против фальши взрослого мира. Затем Чепмен прочел ещё одну книгу — на этот раз о Джоне Ленноне, в которой описывалось, как Леннон — один из лидеров движения хиппи, призывавший в песнях к миру без собственности — ведет образ жизни миллионера. После этого Марку Чепмену показалось, что Леннон — и есть олицетворение лжи, с которой нужно бороться. По мере того, как нарастала одержимость Чепмена книгой «Над пропастью во ржи» и её главным героем, он пришёл к решению убить Джона Леннона. Также Чепмен признался, что завидовал славе Джона Леннона, и, убив его, желал стать кумиром молодёжи и живым символом борьбы с фальшью и притворством взрослого мира и присвоить себе таким образом славу Джона Леннона.
Психологи, изучившие интервью и факты жизни Чепмена, пришли к выводу, что Чепмен всю жизнь страдал крайней степенью нарциссизма, вызванной очень низкой самооценкой. Внутренне Чепмен жаждал славы, обожания и поклонения и, сталкиваясь с жизненными унижениями и отсутствием к себе особого отношения, очень страдал от этого, впадал в депрессию, в нём накапливались раздражение и скрытая агрессия. В конце концов ему, видимо, стало невыносимо отсутствие внимания к своей персоне и он захотел заполучить его любой ценой. Патологическое желание славы наслоилось в Чепмене на полное пренебрежение к чувствам и жизням других людей (несмотря на видимую религиозность), что и привело к преступлению. По мнению психологов, несмотря на кажущееся раскаяние Чепмена, — его нарциссизм, эгоизм и бесчувственность сохранялись на момент его интервью, и его выход на свободу по-прежнему представлял бы угрозу для общества.

## Реакция на убийство
Убийство Леннона шокировало остальных экс-битлов и усилило в них уже существовавшие опасения за свою жизнь. Однако вскоре после убийства Пол Маккартни на вопрос журналиста «Что вы почувствовали, узнав о смерти Джона?» ответил «Вот фигня, правда?» (англ. «Drag isn’t it?»). Ему потом пришлось много раз извиняться за эту реплику.
6 января 1981 года состоялась последняя студийная сессия группы Пола Маккартни Wings. Как говорил Лоуренс Джубер (в интервью журналу Beatlefan), «…смерть Джона отбила у Пола охоту к концертной деятельности, ведь ему приходилось бы каждые 10 минут вздрагивать, ожидая, что какой-нибудь придурок выстрелит в него из пистолета». 27 апреля 1981 года было официально объявлено о роспуске группы. Поместье Джорджа Харрисона Фрайар-парк, бывшее до этого открытым для посещения, после смерти Джона стало просто жилищем Джорджа. Кроме того, Джордж усилил охрану: поставил вокруг дома колючую проволоку и видеокамеры. В декабре 1999 года в дом Харрисона ворвался вооружённый ножом маньяк, который нанёс Джорджу и его жене Оливии несколько ранений, однако был обезврежен хозяевами дома. Четыре ранения в грудь усугубили болезнь Харрисона, который скончался от рака лёгкого и рака мозга 29 ноября 2001 года.
Помимо экс-битлов, опасения за свою жизнь усилились и у других известных музыкантов.
Убийство повлияло на друга и коллегу Леннона Дэвида Боуи, в записи альбома Young Americans которого Леннон принимал небольшое, но важное участие. Марк Чепмен присутствовал на пьесе «Человек-Слон» (в которой Боуи исполнял роль Джозефа Меррика), фотографировал Боуи у дверей на сцену и сразу после этого отправился к дому Леннона («Дакота») для того, чтобы застрелить его. Полиции он заявил, что если бы ему не удалось убить Леннона, он бы вернулся в театр и застрелил Дэвида Боуи. У Чепмена нашли программку пьесы «Человек-Слон», на которой имя «Дэвид Боуи» было жирно обведено чёрными чернилами.

## Фильмы
- Документальный фильм «Я убил Джона Леннона» (I Killed John Lennon, Великобритания, 2005)
- Документальный мини-сериал «Джон Леннон: убийство без суда» (John Lennon: Murder Without a Trial, Великобритания, 2023)
- Самые громкие преступления двадцатого века. Марк Чепмэн и убийство Джона Леннона (Great crimes and trials of the XX-th century. Mark Chapman, and the killing of John Lennon, Великобритания, 1995)
- «Джон Леннон. Пять выстрелов в кумира» (документальный телефильм Фуада Шабанова из цикла «Тайны века», Россия, 2004).
- «Самые громкие преступления двадцатого века. Марк Чепмэн и убийство Джона Леннона»
- Убийство Джона Леннона
- Глава 27